# René van Sint-Jan
René Victor van Sint-Jan (Buizingen, 2 juni 1887 - Gent, 26 oktober 1970) was een Belgisch filoloog, universitair docent en kenner van het oeuvre van Guido Gezelle.

## Levensloop
René van Sint-Jan was de enige overlevende zoon van Gilbert van Sint-Jan (1859-1933) en Céline Warny (1863-1896). Zijn vader was hoofdonderwijzer in de rijksmiddelbare school van Veurne, waar René lagere en middelbare school liep, gevolgd met het hoger middelbaar aan het Sint-Jozefscollege in Tielt, bekroond met het behalen van het einddiploma voor de Centrale Examencommissie. Hij studeerde vervolgens aan de Katholieke Universiteit Leuven en promoveerde er in 1911 tot doctor in de Germaanse talen met een proefschrift over Frederik Schlegel.
Hij werd atheneumleraar, achtereenvolgens in Antwerpen, La Louvière, Brugge, Philippeville en vanaf 1913 in Gent. Tijdens de Eerste Wereldoorlog trad hij toe tot het activisme en werd in 1917 benoemd tot docent Frans-Duits-Engels aan de Hogeschool van Handelswetenschappen, een onderdeel van de door de bezetter vernederlandste Gentse universiteit. Einde 1918 vluchtte hij naar Nederland en werd bij verstek veroordeeld tot tien jaar gevangenis. Hij vond werk in Duitsland aan de Universiteit van Münster, waar hij Nederlands doceerde, als lector (1920-1924), privaat docent (1924-1932) en buitengewoon hoogleraar (1932-1946). In 1939 verhuisde zijn gezin naar Ieper. Hijzelf bleef in Münster en bracht de vakanties bij zijn gezin in Ieper door. Tijdens de oorlog aanvaardde hij een vergoeding van de Bormscommissie. In 1946 keerde hij naar België terug, waar hij, na een korte gevangenschap, tot de restitutie met intrest werd veroordeeld van het uit het Bormsfonds ontvangen bedrag en hiervoor was hij genoodzaakt het huis in Ieper te verkopen. De hem ontnomen burgerrechten kreeg hij in 1949 terug. Bij gebrek aan mogelijkheid tot pensionering, werd hem een jaarbedrag uit de Academische Hilfskasse van de Universiteit van Münster uitbetaald.
Van Sint-Jan naderde de veertig toen hij in 1925 in Münster trouwde met Mathilde Diedrich (Straatsburg, 25 maart 1891 - Gent, 7 juni 1965). Ze kregen vier kinderen. Na haar overlijden ging hij bij zijn jongste zoon wonen in Zomergem. Hij overleed in het Gentse Bijlokehospitaal.

## Guido Gezelle
De weinige literaire publicaties van René van Sint-Jan hadden Guido Gezelle als onderwerp. Zijn boek over het West-Vlaams van Gezelle was, volgens Karel De Busschere, een eerste meesterlijke vorsing op wetenschappelijke grondslag naar de taal van Gezelle. Aan zijn omvangrijk Gezelle-Lexicon werkte hij vele jaren, maar vond er geen uitgever voor.

## Publicaties
- Gezelle-literatuur, in: De Beiaard, 's-Hertogenbosch, juli 1924, blz. 328-340.
- Belgien, Die Politischen Parteien der Staaten des Erdballs (Herausgeber Dr. Stricker,), Regensbergsche Buchhandlung, Münster, 1924 & 1926.
- Over oude nieuwstijdingen, in: Het Boek, het tijdschrift voor Boeken Bibliotheekwezen, Den Haag, Martinus Nijhoff,1928.
- Die ältesten Zeitungen in Flandern, in: Zeitungswissenschaft, 1928.
- Die politische Presse Belgiens, in: Zeitungswissenschaft, 1929.
- Het West-Vlaamsch van Guido Gezelle, Antwerpen, De Sikkel, 1930.
- De twee dialecten van Guido Gezelle, in: De Nieuwe Taalgids, 1931.
- Het Nederlandsch in Duitschland, in: Wetenschap in Vlaanderen, 1938.
- Guido Gezelle's Avonturen in de Journalistiek, Tielt, Lannoo, 1954.

In manuscript gebleven:
- Sprache und Literatur in Französisch-Flandern (tekst van zijn inaugurale rede van 2 februari 1924).
- Gezelle-lexikon (1816 getypte bladzijden op kwartoformaat).